# Concetta Licata
Concetta Licata è un film pornografico del 1994, diretto da Mario Salieri e interpretato da Selen. Grazie al successo riscosso, la pellicola ha generato due seguiti: Concetta Licata 2 e Concetta Licata 3.

## Trama
Due fidanzati, Santino e Concetta, assistono al brutale assassinio di due poliziotti da parte della mafia. Per paura di ritorsioni decidono di non dire nulla dell'episodio. Santino, pregiudicato, viene imprigionato e spinto a parlare. Il libidinoso direttore del carcere tuttavia non esiterà ad approfittare sessualmente di Concetta, come anche delle altre mogli dei detenuti.